# Сун Цинлин
Сун Цинли́н (кит. трад. 宋慶齡, упр. 宋庆龄, пиньинь Sòng Qìnglíng; 1893—1981) — китайский политический и государственный деятель, глава Китайской Народной Республики с 1968 по 1972 годы. Также являлась заместителем председателя КНР (с 1959 по 1975 годы), председателем ПК ВСНП и председателем Центрального народного правительства КНР. 
Одна из трёх «сестёр Сун», сыгравших значительную роль в истории Китая XX века.

## Биография

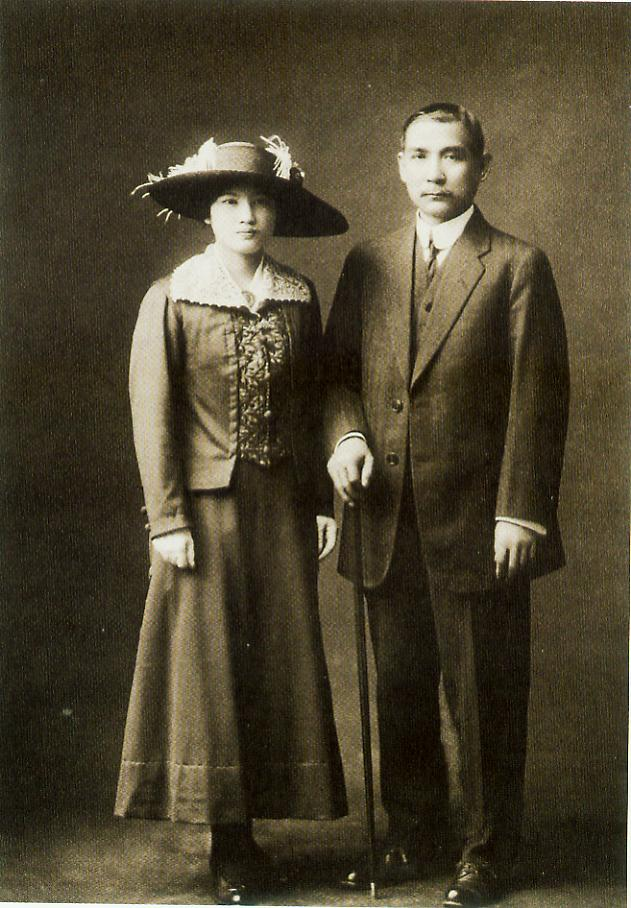
Свадебное фото Сун Цинлин и Сунь Ятсена (1916)

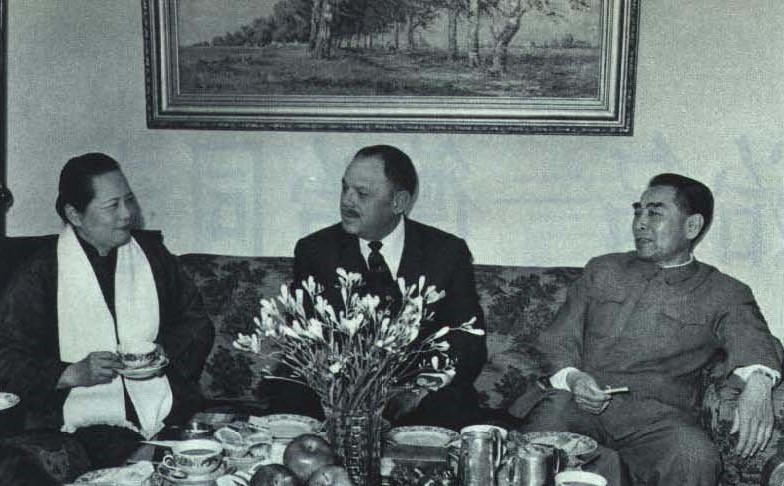
Сун Цинлин, Айюб Хан и Чжоу Эньлай в 1965 году

Родилась в семье китайско-американского бизнесмена и методистского проповедника Чарли Суна. Училась в школе для девочек, созданной американскими миссионерами-методистами (McTyeire School for Girls). Продолжила образование в США в женском колледже Wesleyan College, также связанном с методистской церковью.
По возвращении в Китай в 1913 году работала секретарем у Сунь Ятсена. В 1915 году, вопреки воле родителей, вышла замуж за Сунь Ятсена, который был на 27 лет старше неё. Свадьба произошла в Японии, где жил в эмиграции Сунь Ятсен. Была его женой и верной соратницей в течение 10 лет. Поддерживала политику союза между Гоминьданом и Коммунистической партией Китая.
В 1926 году на втором Всекитайском съезде Гоминьдана Сун Цинлин была избрана членом ЦК и начальником сектора по работе среди женщин. После раскола между Гоминьданом и КПК, произошедшего в 1927 году, уехала в СССР. В 1929 году она была избрана почётным председателем Второй конференции Антиимпериалистической Лиги. В 1931 году возвратилась в Китай. Занималась работой в сфере благотворительности.
Выступала против гонений Чан Кайши относительно своих политических противников. В 1932 году основала Китайскую Лигу прав человека. Во время японо-китайской войны в 1939 году основала Лигу защиты Китая.
В 1948 году была избрана почётным председателем Революционного комитета Гоминьдана — малой партии, образовавшейся в результате левого откола от Гоминьдана. После победы коммунистов в гражданской войне жила в КНР. В 1951 году основала ежемесячный журнал для иностранной аудитории «Китай на стройке» (впоследствии «Китай сегодня»). Пригласила работать в журнал Израэля Эпштейна, ставшего впоследствии редактором журнала.
В 1959—1975 годах — заместитель председателя КНР. С 1954 года — председатель (затем — почётный председатель) Общества китайско-советской дружбы, почетный председатель ВФЖ. Незадолго до смерти вступила в КПК.
16 мая 1981 года, за 13 дней до смерти, была избрана «почётным Председателем КНР».

## Премии
Международная Сталинская премия «За укрепление мира между народами» (1951) — вручал Илья Эренбург